# Äldreboende

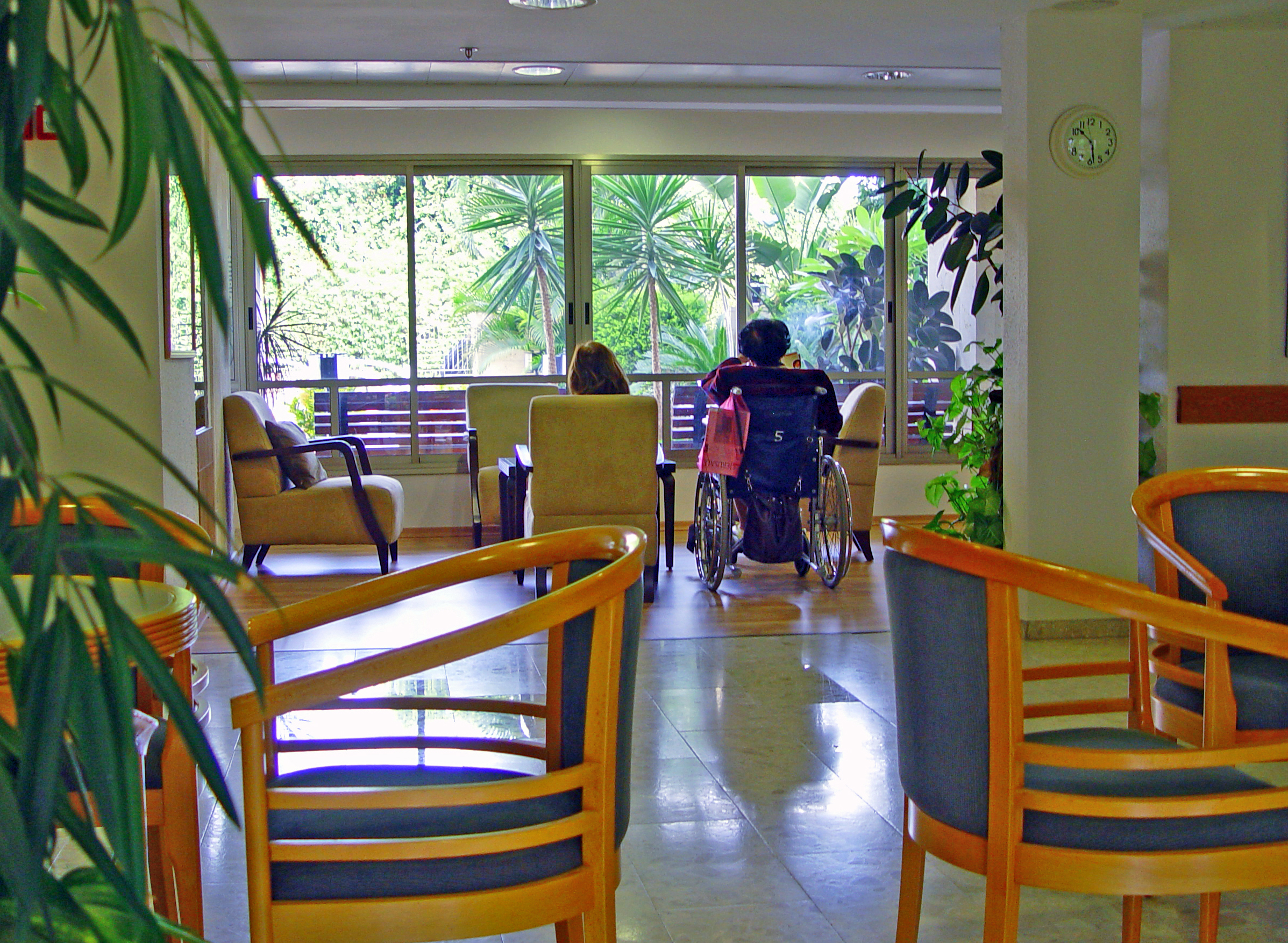
Äldreboende i Israel.

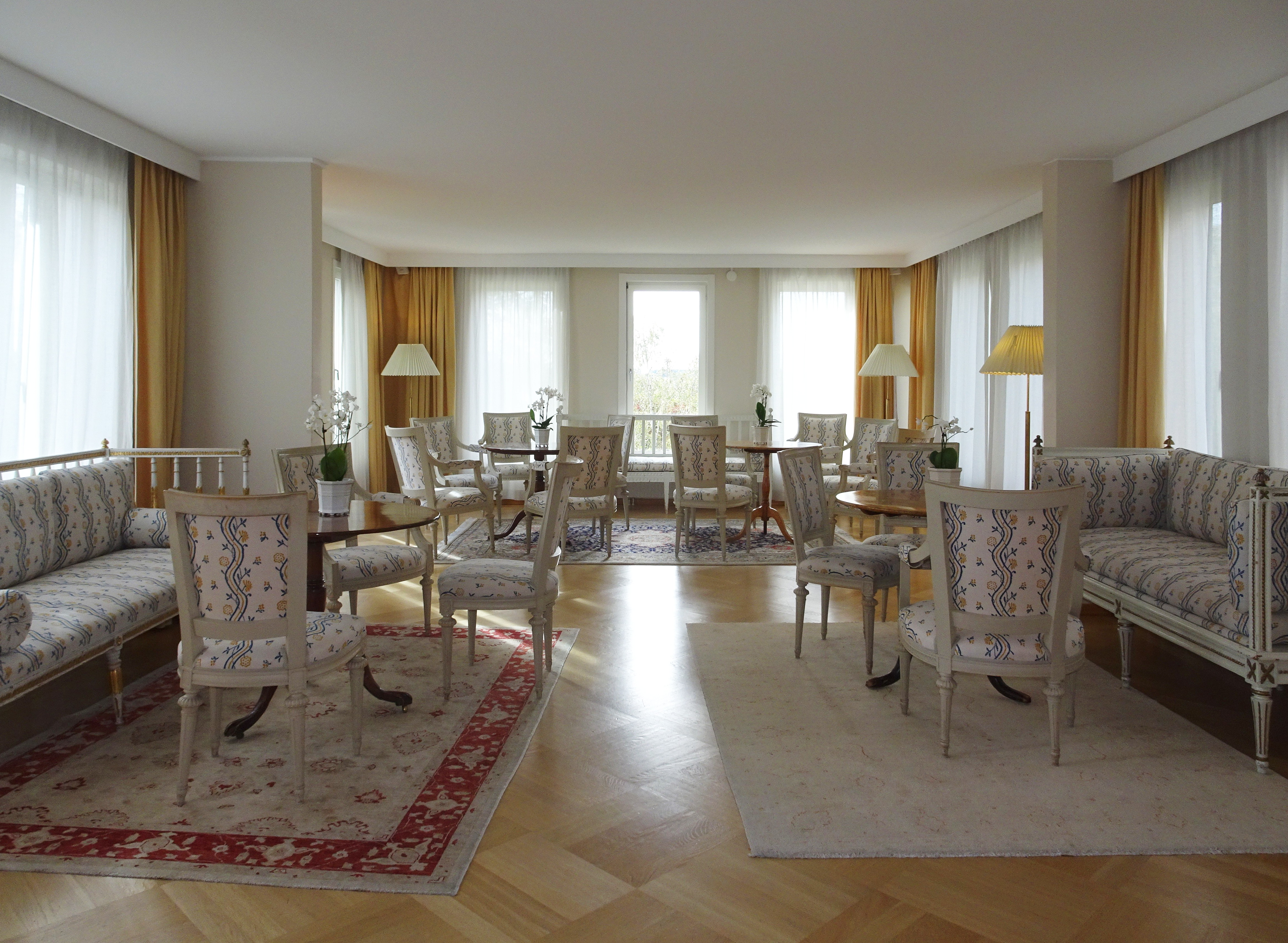
Nockebyhus, interiör

Ett särskilt boende för äldre (SÄBO), ofta kallat äldreboende, även vård- och omsorgsboende, tidigare även bland annat ålderdomshem, är en boendeform för äldre personer som inte klarar av att bo på egen hand.
Det som i Sverige inte är särskilt boende räknas som ordinärt boende. För äldre personer avser ordinärt boende till exempel boende i eget hem, i seniorboende och i trygghetsboende (för personer i åldern 70 år eller äldre).

## Funktion
Äldreboende kan vara av olika typer och de som bor i sådan form kan ha mer eller mindre nedsatt funktion, vanligt är att den äldre på grund av sjukdom har svårt att själv klara dagliga sysslor, som städning, matlagning, inhandling av hushållsvaror och livsmedel, personlig hygien, med mera. När boendet är anpassat efter demenssjukdom kallas boendeformen demensboende. I början av 2000-talet debatterade man i Sverige om demensboenden skall få använda sig av kodlås eller inte för att förhindra att de boende tar sig ut från boendet och äventyrar sin egen säkerhet.
Andelen äldre som bor i särskilt boende har dock minskat i Sverige på senare år.[Vilka år?] De allra flesta äldre bor kvar i sina egna bostäder, men ofta med visst stöd från anhöriga och/eller hemtjänsten.

## Historia
I äldre tider kallades denna inrättning för fattigstuga eller fattighus. Dit fick de flytta som på grund av fattigdom, ålderdom, sjukdom eller handikapp saknade möjlighet till egen försörjning och heller inte hade stöd från anhöriga. Fattigstugorna sköttes av socknarna, som då hade motsvarande roll som nutidens kommuner men samtidigt var kyrkliga församlingar. Gamla som inte blev placerade på fattighuset eller i en backstuga, kunde också bli föremål för en fattigauktion eller rotegång. 
Fattigstugor, liksom rotegång, förbjöds i Sverige i 1918 års fattigvårdslag. Sedan samma år är Sveriges kommuner skyldiga att bedriva äldreboende.